# Synowie Koracha

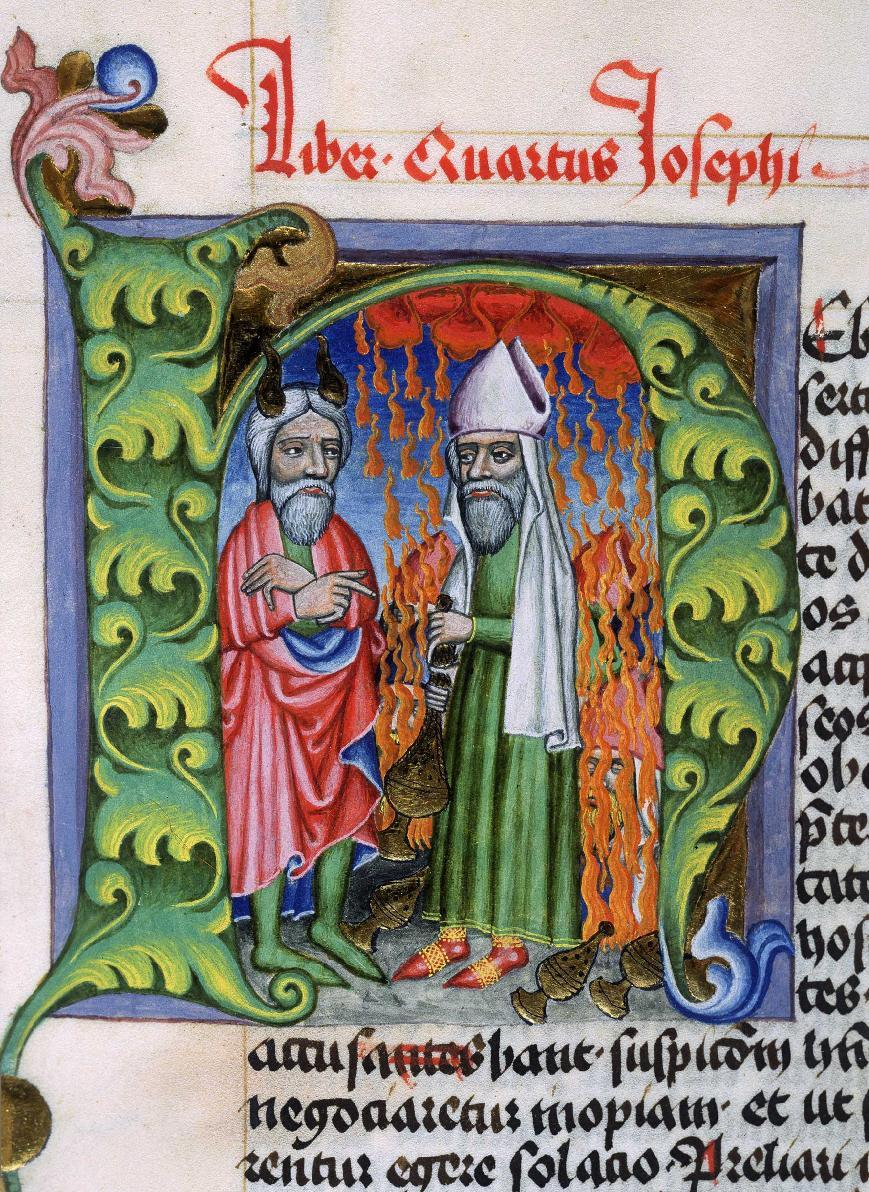
Mojżesz i Korach, 1466 miniatura, Biblioteka Narodowa (Warszawa).

Synowie Koracha, określani też jako Korachici, grupa ludzi odpowiedzialna za stworzenie jedenastu utworów w biblijnej Księdze Psalmów.

## Ogólne informacje
Korachici byli lewitami pełniącymi funkcję śpiewaków w świątyni (2 Krn 20,19). Jedenaście psalmów w drugiej i trzeciej księdze Psałterza wzmiankuje w nagłówkach o Synach Koracha. Jak podaje Księga Liczb (Lb 16, 31-35), Korach był jedną z osób, która stanęła na czele buntu przeciwko Mojżeszowi i Aaronowi, w konsekwencji czego poniósł śmierć. Mimo klęski, jego synowie ocaleli (Lb 26,11). Ich śpiew był elementem, dzięki któremu wojska izraelskie odniosły zwycięstwo (2 Krn 20, 18-22). Synem Koracha nazywany jest także Heman, wzmiankowany w nagłówku Psalmu 88.